# Antipapa Eulaliu
Antipapa Eulalius (Eulasius), (n. secolul al IV-lea d.Hr., Roma, Imperiul Roman de Apus – d. 423 d.Hr., Nepi, Lazio, Regatul Italiei)fost ales papă de către diaconii din Roma la 27 decembrie 418, la moartea papei Zosimus și a fost papă în perioada 418 - 419 . 

## Istoria
La moartea papei Zosimus (27 decembrie 418), diaconii din Roma au pus stăpânire pe bazilica din Lateran, împiedicând intrarea celorlalți clerici și l-au ales papă pe șeful lor, Eulalius (Eulasius).
În același timp, prelații reuniți în biserica Sf. Teodora din Roma l-au ales papă pe Bonifaciu.
Amândoi au fost consacrați în duminica următoare, 29 decembrie și amândoi se considerau legitimi, de unde au izbucnit conflicte și lupte.
Eulalius, sprijinit de Prefectul Romei – Simmacus – a avut la început de partea sa și favoarea împăratului. Însă, când susținătorii lui Bonifaciu au reușit să îi facă cunoscut împăratului adevărata stare a lucrurilor, împăratul a convocat la Ravenna pentru luna februarie a anului 419 un sinod în care s-a decis ca amândoi competitorii să fie îndepărtați din Roma.
Bonifaciu s-a supus; Eulalius, însă, susținut de partizanii săi, a încercat – în perioada sărbătorilor de Paști – să se înscăuneze în Lateran; tentativa a eșuat, iar el a fost îndepărtat cu forța și pus sub pază.
Această ultimă încercare l-a făcut să piardă total și definitiv favoarea împăratului și, întrucât Honoriu îl declarase decăzut din drepturile pontificale (414), asta a adus cu sine recunoașterea lui Bonifaciu ca legitim pontif. Bonifaciu a fost primit în Roma cu fastul de rigoare.
Eulalius a fost ținut în arest („ținut legat”) undeva la țară, unde s-a stins uitat și ignorat.